# Powiatul Bełchatów
Powiatul Bełchatów (în poloneză Powiat bełchatowski) este un powiat (unitate administrativă poloneză) din voievodatul Łódź, Polonia. Reședința sa este orașul Bełchatów.

## Diviziuni administrative
| Gmina                        | Tip         | Suprafață (km²) | Populație (2006) | Reședință   |
| Bełchatów                    | urban       | 34.6            | 62,062           |             |
| Gmina Zelów                  | urban-rural | 168.2           | 15,321           | Zelów       |
| Gmina Bełchatów              | rural       | 179.9           | 9,306            | Bełchatów * |
| Gmina Szczerców              | rural       | 128.9           | 7,582            | Szczerców   |
| Gmina Rusiec                 | rural       | 99.7            | 5,389            | Rusiec      |
| Gmina Drużbice               | rural       | 114.5           | 4,873            | Drużbice    |
| Gmina Kleszczów              | rural       | 124.8           | 4,158            | Kleszczów   |
| Gmina Kluki                  | rural       | 118.5           | 3,949            | Kluki       |
| * seat not part of the gmina |             |                 |                  |             |